# Malac a pácban (regény)
Malac a pácban (Charlotte's Web) (1952) E. B. White regénye. Newbery Honor Book címet nyert.

## Szereplők
- Fern Arable
- Wilbur
- Charlotte
- Templeton
- Goose
- Mr. Zuckerman
- Mrs. Zuckerman
- Mr. Arable
- Mrs. Arable

## Magyarul
- Malac a pácban; ford. Polyák Béla; Móra, Bp., 2007

## Adaptációk
- Malac a pácban (film, 1973), a Hanna-Barbera animációs filmje
- Wilbur nagy kalandja, az 1973-as rajzfilm 2003-ban készült folytatása
- Malac a pácban (film, 2006), élőszereplős film Dakota Fanninggel a főszerepben